# Havneø
Havneø  (deutsch: Hafeninsel) ist eine kleine unbewohnte dänische Insel im Smålandsfarvandet (deutsch Smålandsfahrwasser) nördlich der Insel Lolland ca. 200 m von der Einfahrt des Hafens von Bandholm entfernt. Die Insel gehörte bis 2007 zur Maribo Kommune des damaligen Storstrøms Amt und seit der Kommunalreform zum 1. Januar 2007 zur Lolland Kommune in der Region Sjælland. Die Insel ist ca. 200 m lang und 50 m breit.